# Vogelwaarde
Vogelwaarde (51° 19′ N, 3° 58′ L) é uma cidade dos Países Baixos, na província de Zelândia. Vogelwaarde pertence ao município de Hulst, e está situada a 29 km southwest of Bergen op Zoom.
Em 2001, a cidade de Vogelwaarde tinha 1348 habitantes. A área urbana da cidade é de 0.64 km², e tem 575 residências.
A área de Vogelwaarde, que também inclui as partes periféricas da cidade, bem como a zona rural circundante, tem uma população estimada em 2180 habitantes.